# 文心雕龍新解
《文心雕龍新解》，是《文心雕龍》的首個白話文全譯本，由李景濚所翻譯。1967年12月由台南翰林出版社出版。

## 成書
作者的創作動機來自於在台灣師範學院進修。當時因為各種原因，每學期只講述一篇，即使是必修課，但是整學期完結也只講了《原道》和《神思》，於是以空閒時間以五年寫作而成。:472

## 凡例
全書一共分作現代漢語翻譯，簡要的詞語注釋，以及是各篇題解三部份。每頁上下兩欄，上欄是原文，下欄是語譯。整書如同《文心雕龍》一樣，分作10卷，每卷5篇。:253-254:472-474

## 迴響
此書是《文心雕龍》首本50篇全譯本，因此在國內外產生了迴響。美國《華美日報》、台灣《中央日報》（海外版）都有整版報導，銷向美、日、港、澳，並得南洋大學以此作教本。:472
牟世金以當中《神思》篇首句為例，指作者對於簡單的句子翻譯也翻得不佳，可見當中確是思欠周密。:19李曰剛指，此書雖然「樹國內語譯《文心》之先聲」，但是此書整書在校字、釋義、翻譯方面都有不少失誤。雖說如此，以新出譯本來說是難能可貴的。:2582張文勛指，此書適合初學者閱讀，雖然不精深，但也可以起到引導作用。:243張少康指，此書雖然不是嚴格的學術書籍，但是作者的國學根底相當深厚，對於推廣《文心雕龍》有重要作用。:253-254王更生說此書在台灣文心雕龍普及性作品缺乏的情況下，此書為文心雕龍學作出偉大貢獻。劉渼指此書對於普及和推廣有重大的頁獻，地位重要。:474